# William Holman Hunt
William Holman Hunt (Londres, 2 d'abril de 1827 - íd, 7 de setembre de 1910) va ser un pintor britànic, va ser un dels fundadors de la Germanor Prerafaelita. Encara que va estudiar en la Royal Academy of Arts, va rebutjar l'estil imposat pel seu fundador, Sir Joshua Reynolds. Va fundar en 1848, juntament amb Dante Gabriel Rossetti i John Everett Millais, la Germanor Prerafaelita, associació que propugnava una tornada a l'espiritualitat i sinceritat de l'art, menyspreant la pintura acadèmica, que consideraven una mera repetició de clixés. Per a això, proposaven inspirar-se en els primitius italians i flamencs del segle xv, anteriors a Rafael.
Les obres de Hunt no van tenir al principi massa èxit, sent qualificades per la crítica de lletges i pobrament executades. En els començaments de la seua carrera el seu interès pel realisme el va dur a pintar diversos quadres que reflectien escenes de la vida quotidiana tant en el camp com en la ciutat, com ara Pastor veleidos (The Hireling Shepherd, 1851) o El despertar de la consciència (The Awakening Conscience, 1853). Aquesta última va escandalitzar el públic per mostrar sense amagar una relació extramatrimonial. Va ser també un notable paisatgista, amb obres com Dunes de Fairlight (1858) o l'aquarel·la Illa de Asparagus (1850). No obstant això, la fama li va arribar amb les seues obres de temàtica religiosa, com La llum del món (The Light of the World). Va viatjar a Palestina amb l'objecte de documentar-se sobre el terreny per a realitzar obres religioses com El boc expiatori (The Scapegoat, 1854), Crist trobat en el temple (The Finding of the Saviour in the Tempere, 1860) i L'ombra de la mort (The Shadow of Death, 1873), així com per a pintar diversos paisatges de religiosos.
Hunt va pintar també obres basades en poemes, com Isabella o La dama de Shalott, i en la tradició literària anglesa, de Shakespeare a Keats.

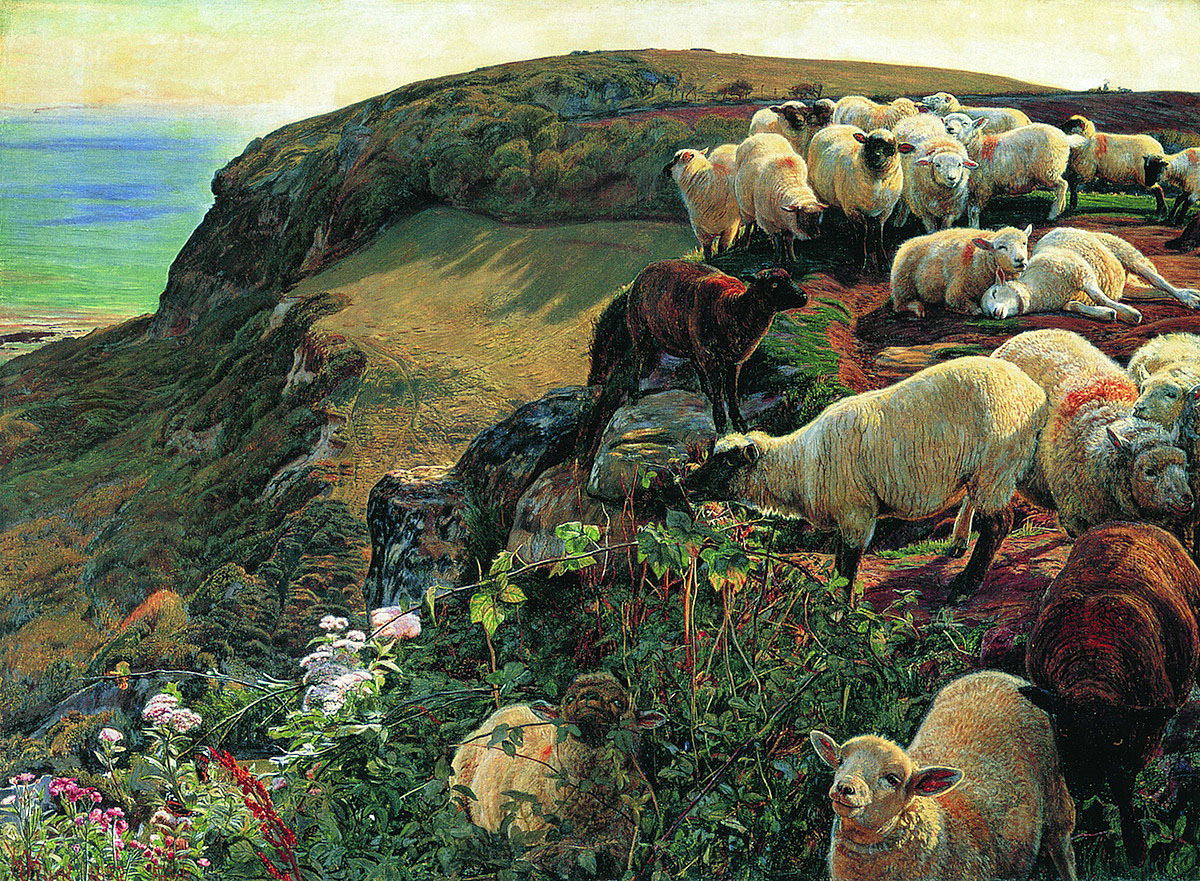
Nostres costes angleses (1852)

Totes les seues pintures concedien una gran atenció al detall, i mostraven un color viu i un elaborat simbolisme religiós, sovint inspirat en els textos bíblics. El seu treball va rebre la influència dels escrits de John Ruskin i Thomas Carlyle; com ells, Hunt creia que el món podia ser desxifrat com un sistema de signes visuals. Per Hunt, la tasca de l'artista consistia a revelar la correspondència entre signe i realitat. De tots els components de la Germanor Prerafaelita, va ser Hunt el que va mostrar més fidelitat als seus plantejaments al llarg de tota la seua vida.
Al final de la seua carrera es va veure obligat a abandonar la pintura, per problemes de visió. La seua última obra d'important, The Lady of Shalott (1892), va haver de ser completada per un dels seus ajudants.
L'autobiografia de Hunt, Prerafaelitisme i la Germanor Prerafaelista (Pre-Raphaelitism and the Pre-Raphaelite Brotherhood) va ser escrita per a corregir altres llibres apareguts sobre el moviment, en els quals no s'hi reconeixia degudament la seua contribució.